# Anouk (cantant)
Anouk Teeuwe (La Haia, 8 d'abril de 1975), més coneguda com a Anouk, és una cantant i compositora de rock neerlandesa. Les seves cançons més reeixides van ser "Nobody's Wife" i "Girl". Va representar els Països Baixos al Festival de la Cançó d'Eurovisió 2013 amb la cançó Birds i va acabar en novè lloc.

## Discografia
| Àlbum               | Data de llançament     | Països Baixos | Bèlgica | Vendes        | Certificat                        |
| ------------------- | ---------------------- | ------------- | ------- | ------------- | --------------------------------- |
| Together Alone      | 15 d'octubre de 1997   | 1             | 3       | 400.000+ (NL) | NL: 4x Platí, ITA: Platí, SWE: Or |
| Urban Solitude      | 20 de novembre de 1999 | 1             | 20      | 200.000+ (NL) | NL: 2x Platí, BE: Or              |
| Graduated Fool      | 7 de març de 2003      | 3             | 5       | 25.000+ (NL)  | NL: -, BE:-                       |
| Hotel New York      | 3 de desembre de 2004  | 1             | 1       | 240.000+ (NL) | NL: 3x Platí, BE: Platí           |
| Who's Your Momma?   | 23 de novembre de 2007 | 1             | 4       | 210.000+ (NL) | NL: 3x Platí, BE: Or              |
| For Bitter or Worse | 18 de setembre de 2009 | 1             | 2       | 150.000+ (NL) | NL: 3x Platí, BE: Platí           |
| To Get Her Together | 20 de maig de 2011     | 1             | 4       | 100.000+ (NL) | NL: 2x Platí                      |
| Live at Toomler     | 25 de novembre de 2011 | -             | -       | -             | -                                 |
| Sad singalong songs | 17 de maig de 2013     | 1             | 5       | -             | NL: 1x Platí                      |